# Одомчино
Одо́мчино (рос. Одомчино) — присілок у складі Великоустюзького району Вологодської області, Росія. Входить до складу Мардензького сільського поселення.

## Населення
Населення — 6 осіб (2010; 5 у 2002).
Національний склад (станом на 2002 рік):
- росіяни — 100 %